# Catherine-Dominique de Pérignon
Catherine-Dominique de Pérignon, marquès de Granada (Grenade-sur-Garonne, 31 de maig de 1754 - 25 de desembre de 1818) va ser Mariscal de França.
Nascut en una família noble de baix rang a Grenade-sur-Garonne (Haute-Garonne), després de servir als granaders d'Aquitània, es va retirar a les seves terres. Pérignon va estar a favor de la Revolució Francesa i es va guanyar un seient a l'assemblea legislativa del 1791, però va deixar-ho per reprendre la carrera militar durant les Guerres de la Revolució Francesa.

## Guerra Gran
Va participar en la Guerra Gran de 1793 a 1795, a l'Exèrcit dels Pirineus Orientals, i va derrotar els espanyols a la batalla del Voló i succeí Jacques François Dugommier com a general de divisió després de la seva mort a la batalla del Roure. Va prendre la ciutadella en vèncer el Setge de Roses de 1794.

## Directori
El 1796, va ser nomenat ambaixador del Directori a Espanya, i negocià el Tractat de Sant Ildefons en què Espanya s'alià amb França contra el Gran Bretanya, fins que el 1798 va ser cridat per anar amb l'exèrcit a Ligúria; fou ferit i capturat pels exèrcits de la Segona Coalició a la batalla de Novi. Va tornar a França el 1800.

## Imperi i Restauració
Pérignon va donar suport a Napoleó Bonaparte, i, per això, va ser nomenat senador el 1801, mariscal de l'Imperi el 1804 i comte de l'Imperi, i, a més, rebé la Legió d'Honor. Del 18 de setembre de 1806 al 23 de juliol de 1808 va ser governador general de Parma, Piacenza i Guastalla. Més tard va ser cridat al Regne de Nàpols, on va ser molt a prop del rei. Va tornar a França el 1814; aleshores, es posicionà a favor de la restauració de Lluís XVIII de França, per la qual cosa, Napoleó el retirà de la llista de mariscals durant els cent dies; Lluís XVIII el nomenà marquès de Granada, i el premià amb l'Orde de Sant Lluís.